# Younes Lachaab
Younes Lachaab, né le 6 janvier 2005 à Maubeuge, est un footballeur franco-algérien qui évolue au poste d'ailier gauche au Lille OSC.

## Biographie

### Carrière en club
Né à Maubeuge et formé au LOSC, Lachaab rejoint en 2022 l'équipe réserve du club, évoluant en National 3. Régulièrement buteur, il s'y illustre tout comme en Youth League où il marque notamment face au Real Madrid lors de la campagne 2024-2025,[Pas dans la source].
Le 29 janvier 2025, il joue son premier match de Ligue des champions avec Lille contre le Feyenoord Rotterdam.

## Statistiques

### En club
| Saison                | Club                  | Championnat           | Championnat | Championnat | Championnat | Coupe(s) nationale(s) | Coupe(s) nationale(s) | Coupe(s) nationale(s) | Compétition(s) continentale(s) | Compétition(s) continentale(s) | Compétition(s) continentale(s) | Compétition(s) continentale(s) | Total | Total | Total |
| Saison                | Club                  | Division              | M.          | B.          | P.d.        | M.                    | B.                    | P.d.                  | Comp.                          | M.                             | B.                             | P.d.                           | M.    | B.    | P.d.  |
| 2021-2022             | LOSC Lille rés.       | National 3            | 3           | 1           | 0           | -                     | -                     | -                     | -                              | -                              | -                              | -                              | 3     | 1     | 0     |
| 2022-2023             | LOSC Lille rés.       | National 3            | 9           | 2           | 0           | -                     | -                     | -                     | -                              | -                              | -                              | -                              | 9     | 2     | 0     |
| 2023-2024             | LOSC Lille rés.       | National 3            | 22          | 8           | 1           | -                     | -                     | -                     | -                              | -                              | -                              | -                              | 22    | 8     | 1     |
| 2024-2025             | LOSC Lille rés.       | National 3            | 12          | 8           | 4           | -                     | -                     | -                     | -                              | -                              | -                              | -                              | 12    | 8     | 4     |
| Sous-total            | Sous-total            | Sous-total            | 46          | 19          | 5           | -                     | -                     | -                     | -                              | -                              | -                              | -                              | 46    | 19    | 5     |
| 2024-2025             | LOSC Lille            | Ligue 1               | 2           | 0           | 0           | 0                     | 0                     | 0                     | C1                             | 1                              | 0                              | 0                              | 3     | 0     | 0     |
| Total sur la carrière | Total sur la carrière | Total sur la carrière | 48          | 19          | 5           | 0                     | 0                     | 0                     | -                              | 1                              | 0                              | 0                              | 49    | 19    | 5     |